# Wallfahrtskirche Mariä Himmelfahrt (Buchenhüll)
Koordinaten: 48° 54′ 44″ N, 11° 14′ 38,1″ O

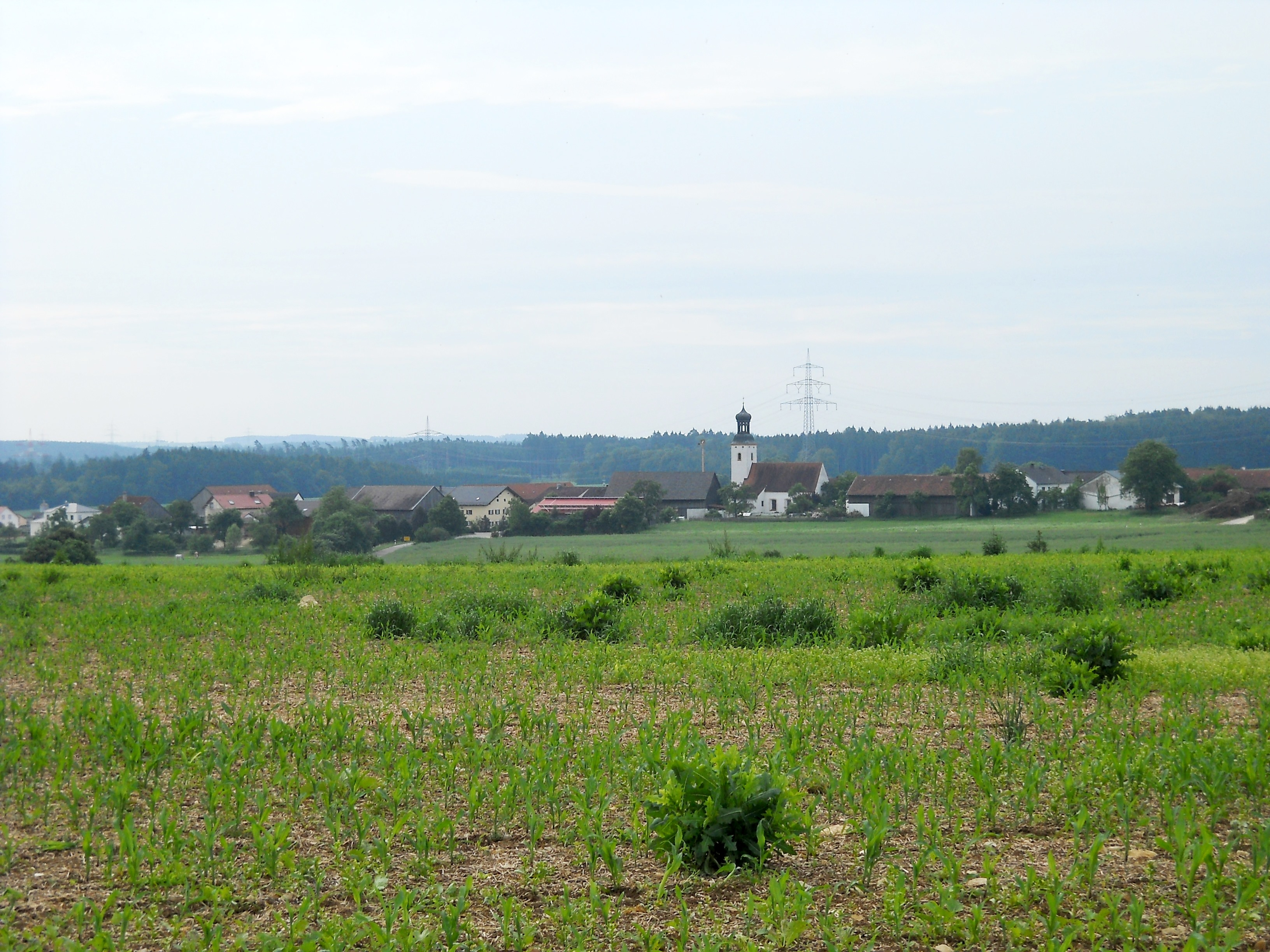
Buchenhüll mit Kirche

Die Kirche Mariä Himmelfahrt in Buchenhüll ist eine Wallfahrtskirche der Dompfarrei in Eichstätt.

## Beschreibung
Die Kirche ist ein frühgotischer Bau, der vermutlich aus der zweiten Hälfte des 13. Jahrhunderts oder Anfang des 14. Jahrhunderts stammt. 1616 wurde das Langhaus erweitert und um 1700 das Turmobergeschoß erbaut.
Die Denkmalliste für Eichstätt des Bayerischen Landesamts für Denkmalpflege beschreibt die Kirche wie folgt:
„Kath. Wallfahrtskirche Mariä Himmelfahrt, gotische Anlage des ausgehenden 13. Jh., Langhaus 1616 erweitert, Turmobergeschoss mit Haube und Laterne um 1700, Fenstervergrößerungen 1770, Sakristeianbau unter Schleppdach an der Nordseite; mit Ausstattung; ummauerter Friedhof mit Tor und Grab Christi,um 1680/1700 und Mitte 19. Jh.; barockes Grabdenkmal Kraus, klassizistisches Grabdenkmal Heiß.“
In der Denkmalliste ist sie als Nummer D-1-76-123-302 eingetragen.

## Ausstattung

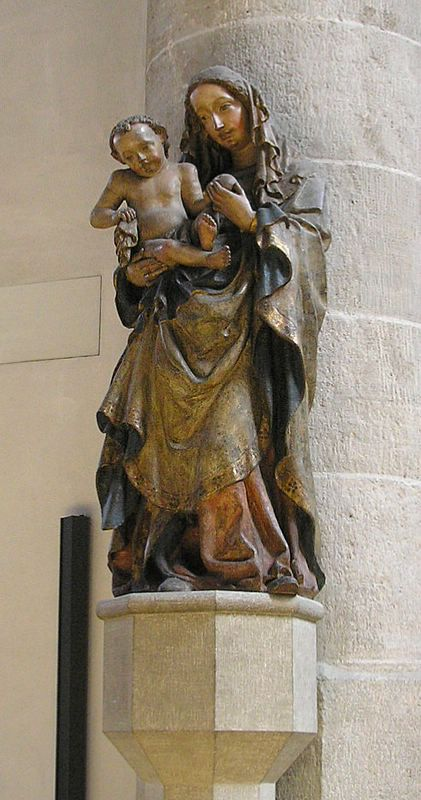
Buchenhüller Madonna im Eichstätter Dom

Die Altäre und die Kanzel sind eine Stiftung der Eichstätter Domherren aus der zweiten Hälfte des 17. Jahrhunderts. Die Sakramentsnische wurde von dem Bildhauer Loy Hering gegen 1539 geschaffen und befindet sich in der linken Chorseite. Gegenüber hängt ein Votivbild des Bischofs Kaspar von Seckendorff.
Früher hing noch eine 1430 geschaffene Madonnenfigur in der Kirche. Die als Buchenhüller Madonna bekannte Figur befindet sich seit 1898 im Eichstätter Dom.

## Glocken
Der Glockenturm verfügt über ein dreistimmiges Geläut. Die Glocken stammen von Friedrich Wilhelm Schilling aus dem Jahr 1956.

## Wallfahrt und Legende
In Buchenhüll befindet sich die älteste Marienwallfahrt im Bistum Eichstätt. Die Wallfahrt geht auf eine alte Legende zurück:
Die Umgebung des heutigen Buchenhüll war ein großer Wald, der von Fürsten und Bischöfen gerne zur Jagd aufgesucht wurde. Eines Tages verlief sich ein Fürst mit seinem Pferd in diesem Wald. Nach stundenlangem Ritt fand er eine große Buche an einem Hüll (Wasserloch). Der Fürst stieg zum Pferd und betete, wenn er aus dem Wald finden sollte werde er an der Buche ein Bild der Muttergottes anbringen lassen. Der Fürst fand daraufhin schnell heraus und hielt sein Versprechen. An der Stelle dieses Wunders errichtete man eine Kapelle, die von immer mehr Leuten zum Beten aufgesucht wurde. Hier entstand das Dorf Buchenhüll.